# Schwäbische Weinstraße
Die Schwäbische Weinstraße war eine Ferienstraße in Baden-Württemberg. Sie führte durch viele Weinorte im Weinbaugebiet Württemberg. 
Sie wurde am 14. September 1993 eingeweiht. 1996 folgten der 320 Kilometer lange Radweg und ein verzweigtes Wanderwegnetz mit einer Gesamtlänge von 420 Kilometer.
Am 13. Oktober 2004 wurde die Schwäbische Weinstraße durch die neu geschaffene Württemberger Weinstraße mit erweiterter Route ersetzt.